# La BM du Seigneur
Pour plus de détails, voir Fiche technique et Distribution.
La BM du Seigneur est un film français de Jean-Charles Hue, sorti le 26 janvier 2011.

## Synopsis
Chez les Yéniches, communauté de gens du voyage, Fred Dorkel vit du vol de voitures. Une nuit, un ange lui apparait...

## Fiche technique
- Titre original : La BM du Seigneur
- Réalisation et scénario : Jean-Charles Hue
- Producteur : Axel Guyot
- Décors : Christophe Simonnet
- Photographie : Chloé Robert
- Son : Benjamin Le Loch
- Montage : Isabelle Proust
- Société(s) de production : Les Films d'Avalon
- Société(s) de distribution : Capricci Films
- Pays d’origine :  France
- Langue originale : français
- Format : Couleur
- Genre : drame
- Durée : 84 minutes
- Dates de sortie :
  -  France : 26 janvier 2011

### Distribution
- Frédéric Dorkel : Fred
- Joseph Jo' Dorkel : Jo
- Joseph Dorkel : Joseph
- Michaël Dauder : Michaël
- Angélina Dauber : Nina
- Moïse Dauber : Moïse

### Distinctions

#### Nominations
- 23e édition Premiers plans d'Angers: sélection Grand Prix du Jury et Prix du Public